# Kontaktusnyelvészet
A kontaktusnyelvészet az egyes nyelvek, nyelvközösségek, a többségi és a kisebbségben lévő nyelvek egymásra való hatását kutatja. A nyelvérintkezés tárgykörével, különösen az érintkezés nyelvi következményeivel foglalkozik. A nyelvérintkezés tudományos vizsgálata Uriel Weinreich 1953-as korszakalkotó munkájának (Language Contact: Findings and Problems) megjelenése óta számít önálló kutatási területnek. A nyelvérintkezés egy beszélőközösségnek egy vagy több, a sajátjától eltérő nyelvvel való kapcsolata. Ez a kapcsolat többnyire más nyelvű beszélőkkel való személyes érintkezés révén jön lére.
Egyoldalú nyelvérintkezés során egy beszélőközösség sokkal nagyobb mértékben sajátítja el és használja egy másik beszélőközösség nyelvét, mint fordítva. Kisebbségi helyzetben a nyelvérintkezés leggyakrabban egyoldalú, a kontaktushatás csak az egyik nyelv változását befolyásolja számottevően. A kétoldalú nyelvérintkezés során két egymással kapcsolatban álló beszélőközösség nagyjából azonos mértékben sajátítja el és használja egymás nyelvét.
Összetartás (konvergencia) esetében két egymással érintkező nyelv rendszere egymáshoz hasonlóbbá válik. Nyelven belül is lehet kontaktushelyzet, ekkor egy nyelv két változatának érintkezése folytán áll fenn kontaktushelyzet, és a beszélőközösség egynél több nyelvváltozatot sajátít el.

## A kontaktusnyelvészet területei és fogalmai
A kontaktusnyelvészet nyelvek és nyelvi változatok közti interferenciajelenségeket vizsgál. A nyelvi érintkezés hozama lehet a kódváltás, kölcsönzés, egy kevert kód (kontaktusváltoza)) létrejötte, és végső esetben a nyelvcsere vagy a nyelvhalál.
A kontaktusnyelvészet leginkább a két- vagy többnyelvű régiókban kutat: külhoni magyarok nyelvhasználata, Magyarország kisebbségeinek nyelvhasználata, az oroszországi kisebbségek nyelvhasználata, finnországi svédek, észtországi oroszok nyelve.
Egy nyelv akkor hat egy másik nyelvre, ha változásokat idéz elő benne - pl. szókészletében, szóhasználatában, nyelvhasználati mintákban, grammatikájában, szerkezetében, pragmatikájában, szemantikájában.
A kontaktusnyelvészetben a 'nyelv' kifejezés helyett általában a 'kód' kifejezést használják, mert az utalhat bármely nyelvre, nyelvváltozatra, tájnyelvi verzióra, vagy a beszélő alapnyelvére is. A kontaktusnyelvészeti kutatásokban általában két fogalom használatos, a forrásnyelv (átadó nyelv) és az átvevő nyelv.
Az átvevő nyelv az a nyelv, amelyben a másik nyelv egyenes vagy áttételes, közvetlen vagy közvetett hatására változások következnek be. A forrásnyelv az a nyelv, amelyből az átvevő nyelv egyes formákat, szavakat, mintázatokat átvesz.
A kontaktusjelenség az átvevő nyelvnek olyan eleme vagy elemsora, amely hangalakjában, jelentésszerkezetében, nyelvi felépítésében hasonlít az átadó nyelvi megfelelőjére.
A vendégszó kontaktushatás révén bekerülő alkalmi szókészleti elem. Ezzel szemben a kölcsönszó az átvevő nyelvbe az átadó nyelvből állandósult kontaktushatás révén bekerülő, ill. az átadó nyelv hatását mutató szókészleti elem.